# رابانو
رابانو (به اسپانیایی: Rábano) یک شهرستان در اسپانیا است که در استان وایادولید واقع شده‌است.